# Wiener Frauen Cup
Der Cup des Wiener Fußballverband der Frauen, kurz WFV Frauen Cup genannt, ist einer von neun möglichen österreichischen Fußball-Pokalwettbewerben für Frauen auf Verbandsebene. Er wird vom Wiener Fußball-Verband ausgerichtet und im K.-o.-System ausgetragen.
Der Cupbewerb trägt den Namen Wiener Frauen Cup und ist ein Qualifikationsbewerb für den ÖFB-Ladies-Cup. In der Saison 2024/25 konnte der SK Rapid den Titel gewinnen.

## Geschichte
| Saison     | Pokal-Sieger                                      | Finalist                                          | Resultat                                          |
| Wiener Cup | Wiener Cup                                        | Wiener Cup                                        | Wiener Cup                                        |
| ---------- | ------------------------------------------------- | ------------------------------------------------- | ------------------------------------------------- |
| 2011/12    | Wiener Sportklub Frauen                           | USC Landhaus Wien III                             | 2:1 (1:0)                                         |
| 2012/13    | FC Altera Porta                                   | MFFV 23 BWH Hörndlwald                            | 4:1 (1:0)                                         |
| 2013/14    | USC Landhaus Wien III                             | Wiener Sportklub Frauen                           | 3:0 (2:0)                                         |
| 2014/15    | USC Landhaus Wien III                             | FC Altera Porta                                   | 1:1 (1:0), 4:3 n. E.                              |
| 2015/16    | Wiener Sportklub Frauen                           | USC Landhaus Wien III                             | 5:1 (1:1)                                         |
| 2016/17    | FC Altera Porta II                                | MFFV 23 BWH Hörndlwald                            | 5:1 (3:0)                                         |
| 2017/18    | First Vienna FC Frauen                            | FK Austria Wien Ladies                            | 2:0 (1:0)                                         |
| 2018/19    | Wiener Sportklub Frauen                           | MFFV 23 SU Schönbrunn                             | 3:0 (0:0)                                         |
| 2019/20    | wegen COVID-19-Pandemie in Österreich abgebrochen | wegen COVID-19-Pandemie in Österreich abgebrochen | wegen COVID-19-Pandemie in Österreich abgebrochen |
| 2020/21    | abgebrochen                                       | abgebrochen                                       | abgebrochen                                       |
| 2021/22    | MFFV 23 SU Schönbrunn                             | FC Mariahilf                                      | 2:0 (1:0)                                         |
| 2022/23    | FC Altera Porta                                   | FK Austria Wien U19                               | 3:1 (2:0)                                         |
| 2023/24    | SG FAC/USC Landhaus II                            | MFFV 23 SU Schönbrunn                             | 0:0 (0:0) 3:0 i. E.                               |
| 2024/25    | SK Rapid                                          | Wiener Sportklub Frauen                           | 7:1 (3:1)                                         |

Als dritter Landesverband führte der WFV 2011 den Frauenfußballpokal ein, und es gewann der Wiener Sportklub, der auch 2016 und 2019 den Titel holen konnte. Auch der FC Altera Porta holte bereits dreimal den Titel (2013, 2017 und 2023). Am 29. Mai 2024 konnte sich in einem spannenden Spiel der SG FAC - USC Landhaus zum dritten Mal den Titel sichern. (2014, 2015, 2024)

## Bezeichnung (Sponsor)
Bisher wurde kein Sponsor für den Pokalwettbewerb der Frauen gewonnen und so heißt der Wettbewerb Wiener Frauen Cup.

## Spielmodus, Teilnehmer und Auslosung
Der Wiener Frauen Cup wird im K.-o.-System ausgetragen. Alle Runden werden in einem Spiel entschieden, bis zum Achtelfinale hat der jener Verein Heimrecht, der in der jeweils unteren Liga spielt. Sollten beide Vereine in einer Liga spielen, hat der erstgenannte Verein bei der Auslosung Heimrecht Ab dem Achtelfinale wird das Heimrecht gelost. Beim Finale hat der Sieger des erstgezogenen Halbfinalspieles Heimrecht, der Sieger des zweitgezogenen Halbfinalspiels ist die Auswärtsmannschaft. Steht es nach 90 Minuten Unentschieden, wird der Sieger sofort (ohne Verlängerung) im Elfmeterschießen ermittelt.
- 1. Runde: Vorrunde (Vereine aus der Landesliga)
- 2. Runde: Achtelfinale: (Vereine aus der Wiener Frauen-Liga steigen ein)
- 3. Runde: Viertelfinale: 8 Teilnehmer
- 4. Runde: Halbfinale: 4 Teilnehmer
- 5. Runde: Finale: 2 Teilnehmer

## Die Titelträger
3 Pokalsiege
FC Altera Porta (2013, 2017, 2023)
Wiener Sportklub Frauen (2012, 2016, 2019)
2 Pokalsiege
USC Landhaus Wien III (2014, 2015)
1 Pokalsieg
SK Rapid (2025)
SG FAC/USC Landhaus  II (2024)
MFFV 23 SU Schönbrunn (2022)
First Vienna FC Frauen (2018)